# گوزناک
گوزناک (انگلیسی: Goznak) شرکت دولتی پژوهش و توسعه روسی است، که در سال ۱۸۱۸ تأسیس شد.